# スウェーデンの県
スウェーデンの県（スウェーデンのけん）は、第1レベル区分の地方自治体であり、役割の異なる2種類の行政組織、レーン (län) とランスティング (Landsting) からなる。前者は国会と政府の出先機関であり、後者は県民の代表である。レーンの総数は21で、ランスティングの数は20となっている。狭義に県は、レーンのみをさしている。
行政上、コミューンを第一次コミューン (primärkommun) 、ランスティングを第二次コミューン (sekundärkommun) とする呼称もあり、法的にランスティングはコミューンの集合体とされている。
ランスティングの境はレーンの境とほぼ一致し、名称も「イェムトランド県ランスティング」などとレーンの名前を関したものが多いため、ランスティングをコミューンの一種とすることは日常的にはない。ゴットランド県は島という地理的性格上、レーンがランスティングの役割も担っているので、ランスティングの数はレーンよりも一つ少なくなっている。

## レーンとランスティングの意思決定機関
レーンの意志決定機関は委員の定数が12の執行委員会 (Länsstyrelsen) で、その委員長を兼ねる知事は政府によって指名される。執行委員会の他の委員は県民により、ランスティングを通じて選ばれる。
ランスティングの最高議決機関はレーンの執行委員会より定数も多いランスティング議会で、議長は県民によって選ばれた議員間の互選で決まる。ランスティング議会の定数は県の人口数に応じてまちまちである。

## レーンとランスティングの運営主体
レーンが主に県内における法律的・行政的許認可や警察の運営を行うのに対して、ランスティングは主に医療行政を行う（財政の96%が保健関連）など、その役割は異なる。
ランスティングは県というよりも、行政単位としては県よりも小さい市がより効率的な広域行政を進めるために近隣の市と発展的に連合した行政組織であるとする解釈もある。例えば、人口の多寡によって地方自治体の収入額は左右されるので、人口の少ない自治体では公立病院の経営などに財政上問題を来す場合がある。そのような問題を避けるために周辺の自治体（この場合は市）がレーンとは別の行政組織としてランスティングを設立したとする解釈である。

## レーンの一覧
各レーンはアルファベット一文字もしくは二文字の略号がある。県名のアルファベット順。面積はNE (Nationalencyklopedin) 、人口は2007年6月30日時点におけるスウェーデン統計局 (SCB: Statistiska centralbyrån) の調査による。
| 県名                                                | 略号 | 面積 (km²) | 人口（人） | 県庁所在地       |            |
| --------------------------------------------------- | ---- | ---------- | ---------- | ---------------- | ---------- |
| ブレーキンゲ県 (Blekinge län)                       | K    | 2947       | 151646     | カールスクルーナ | レーン区分 |
| ダーラナ県 (Dalarnas län)                           | W    | 28196      | 275787     | ファールン       | レーン区分 |
| ゴットランド県 (Gotlands län)                       | I    | 3151       | 57273      | ヴィスビュー     | レーン区分 |
| イェヴレボリ県 (Gävleborgs län)                     | X    | 18200      | 275647     | イェヴレ         | レーン区分 |
| ハッランド県 (Hallands län)                         | N    | 5462       | 290416     | ハルムスタッド   | レーン区分 |
| イェムトランド県 (Jämtlands län)                    | Z    | 49343      | 126946     | エステルスンド   | レーン区分 |
| ヨンショーピング県 (Jönköpings län)                 | F    | 10495      | 332535     | ヨンショーピング | レーン区分 |
| カルマル県 (Kalmar län)                             | H    | 11219      | 233750     | カルマル         | レーン区分 |
| クロノベリ県 (Kronobergs läns)                      | G    | 8467       | 179893     | ヴェクショー     | レーン区分 |
| ノールボッテン県 (Norrbottens län)                  | BD   | 98249      | 251261     | ルレオ           | レーン区分 |
| スコーネ県 (Skåne län)                              | M    | 11035      | 1190803    | マルメ           | レーン区分 |
| ストックホルム県 (Stockholms län)                   | AB   | 6519       | 1932763    | ストックホルム   | レーン区分 |
| セーデルマンランド県 (Södermanlands län)            | D    | 6103       | 263 824    | ニーショーピング | レーン区分 |
| ウプサラ県 (Uppsala län)                            | C    | 8209       | 320637     | ウプサラ         | レーン区分 |
| ヴェルムランド県 (Värmlands län)                    | S    | 17591      | 273665     | カールスタッド   | レーン区分 |
| ヴェステルボッテン県 (Västerbottens län)            | AC   | 55190      | 256763     | ウメオ           | レーン区分 |
| ヴェステルノールランド県 (Västernorrlands län)      | Y    | 21684      | 243809     | ヘーノーサンド   | レーン区分 |
| ヴェストマンランド県 (Västmanlands län)             | U    | 5146       | 248861     | ヴェステロース   | レーン区分 |
| ヴェストラ・イェータランド県 (Västra Götalands län) | O    | 23956      | 1542360    | ヨーテボリ       | レーン区分 |
| エレブルー県 (Örebro län)                           | T    | 8546       | 275398     | エレブルー       | レーン区分 |
| エステルイェータランド県 (Östergötlands län)        | E    | 10605      | 418780     | リンシェーピング | レーン区分 |

### 廃止されたレーン
スウェーデン統治下のフィンランドにおける県（レーン）については、フィンランドの州の項目を参照
|  | 県名                           | スウェーデン語名              | 県庁所在地                                        | 成立年                          | 廃止年                      | 備考                                                                               |
|  | ------------------------------ | ----------------------------- | ------------------------------------------------- | ------------------------------- | --------------------------- | ---------------------------------------------------------------------------------- |
|  | ブーヒュース県                 | Bohus län                     | ブーヒュース                                      | 1680年                          | 1700年                      | 後にヨーテボリ・ブーヒュース県に改名                                               |
|  | エスキルストゥーナヒュース県   | Eskilstunahus län             | エスキルストゥーナ                                |                                 | 1683年                      | セーデルマンランド地方の県                                                         |
|  | グリプスホルム県               | Gripsholms län                | マリエフレド                                      |                                 | 1683年                      | セーデルマンランド地方の県                                                         |
|  | ヨーテボリ・ブーヒュース県     | Göteborgs och Bohus län       | ヨーテボリ                                        | 1700年                          | 1998年                      | 合併後、ヴェストラ・イェータランド県になる                                         |
|  | ホフス県                       | Hofs län                      |                                                   |                                 |                             | エステルイェータランド県の一部となった                                             |
|  | フーディックスヴァル県         | Hudiksvalls län               | フーディックスヴァル                              |                                 | 1654年                      | 現在のイェヴレボリ県とイェムトランド県に跨る地域                                   |
|  | ヘーノーサンド県               | Härnösands län                | ヘーノーサンド                                    |                                 | 1654年                      | 現在のヴェステルノールランド県とイェムトランド県に跨る地域                         |
|  | ヨンショーピング・クロノベリ県 | Jönköpings och Kronobergs län |                                                   | 1634年- 1654年- 1669年- 1680年- | 1639年 1658年 1674年 1687年 | 現在のヨンショーピング県とクロノベリ県に跨る地域                                   |
|  | コッパルベリ県                 | Kopparbergs län               | ファールン                                        |                                 | 1997年                      | ダーラナ県に名称変更                                                               |
|  | クリスチャンスタード県         | Kristianstads län             | クリスチャンスタード                              | 1718年                          | 1997年                      | 合併後、スコーネ県になる                                                           |
|  | リンシェーピング県             | Linköpings län                | リンシェーピング                                  |                                 | 1718年                      | エステルイェータランド県に名称変更                                                 |
|  | マルメヒュース県               | Malmöhus län                  | マルメ                                            | 1661年                          | 1997年                      | 合併後、スコーネ県になる                                                           |
|  | ヤールェ県                     | Järle län                     | ヤールェ                                          | 1641年                          |                             | 後に、ノーラ県に名称変更。現在はエレブルー県の一部。旧県域の一部はヴェルムランド県 |
|  | ノーラ県                       | Nora län                      | ノーラ                                            |                                 | 1648年                      | 現在はエレブルー県の一部。旧県域の一部はヴェルムランド県                           |
|  | ノールランド県                 | Norrlands län                 |                                                   |                                 | 1645年                      |                                                                                    |
|  | ニーショーピング県             | Nyköpings län                 | ニーショーピング                                  |                                 | 1683年                      | 現在はセーデルマンランド県の一部                                                   |
|  | ネルケ・ヴェルムランド県       | Närkes och Värmlands län      |                                                   | 1625年- 1654年-                 | 1639年 1779年               | 現在は、エレブルー県とヴェルムランド県の一部                                       |
|  | リングスタホルム県             | Ringstaholms län              |                                                   |                                 | 1470年                      | 現在はエステルイェータランド県の一部                                               |
|  | サーラ県                       | Sala län                      |                                                   | 1641年                          | 1646年                      | 現在はヴェストマンランド県とダーラナ県の一部                                       |
|  | ステゲボリ県                   | Stegeborgs län                |                                                   |                                 | 1470年                      | 現在はエステルイェータランド県の一部                                               |
|  | ストックホルム                 | Stockholms överståthållarskap |                                                   |                                 | 1967年                      | 現在はストックホルム県の一部                                                       |
|  | スカラボリ県                   | Skaraborgs län                | スカーラ (1634-1659) マリーエスタード (1660-1997) | 1634年                          | 1998年                      | 合併後、ヴェストラ・イェータランド県が成立。一部がヨンショーピング県に合併。       |
|  | スモーランド県                 | Smålands län                  |                                                   | 1679年                          | 1680年                      | 現在のヨンショーピング県、クロノベリ県、カルマル県に跨る地域                       |
|  | スヴァルトショー県             | Svartsjö län                  | ドロットニングホルム スヴァルトショー             | 1787年                          | 1809年                      | 現在はストックホルム県の一部                                                       |
|  | セテル県                       | Säters län                    |                                                   | 1634年                          | 1646年                      | 現在はダーラナ県の一部                                                             |
|  | テルゲヒュース県               | Telgehus län                  | セーデルテリエ                                    | 1318年                          | 1527年                      | セーデルマンランド地方の県                                                         |
|  | ウップランド県                 | Upplands län                  |                                                   | 1634年- 1655年-                 | 1640年 1713年               |                                                                                    |
|  | ヴァステーナ県                 | Vadstena län                  | ヴァステーナ                                      |                                 |                             | 現在はエステルイェータランド県の一部                                               |
|  | エルヴスボリ県                 | Älvsborgs län                 | ヴェンネシュボリ                                  | 1634年                          | 1998年                      | 合併後、ヴェストラ・イェータランド県になる                                         |
|  | エーランド県                   | Ölands län                    | ボリホルム                                        | 1819年                          | 1826年                      | 現在はカルマル県の一部                                                             |